# Жанакала (Павлодарская область)
Жанакала (каз. Жаңақала, до 2005 г. — Григорьевка) — село в Павлодарском районе Павлодарской области Казахстана. Входит в состав Григорьевского сельского округа. Код КАТО — 556035200.

## Население
В 1999 году население села составляло 629 человек (325 мужчины и 304 женщины). По данным переписи 2009 года, в селе проживало 649 человек (333 мужчины и 316 женщин).